# Pärlhalsad munia
Pärlhalsad munia (Spermestes griseicapilla) är en fågel i familjen astrilder inom ordningen tättingar.

## Utseende och läte
Pärlhalsad munia är en liten och knubbig astrild med relativt stor näbb och tydliga teckningar. Huvudet är grått med små vita fläckar. Skarp kontrast syns mellan brun rygg, vit övergump och svart stjärt. Vanligaste lätet är ett dämpat "tsip".

## Utbredning och systematik
Pärlhalsad munia förekommer från södra Etiopien till Kenya och centrala Tanzania. Den behandlas som monotypisk, det vill säga att den inte delas in i några underarter.

### Släktestillhörighet
Pärlhalsad munia placerades tidigare som ensam art Odontospiza caniceps i Odontospiza. Genetiska studier visar att den är systerart till Spermestes. visar dock att den står nära astrilderna i Estrilda. Författarna till studien rekommenderar att den flyttas till ett eget släkte, där Delacourella har prioritet. Tongivande taxonomiska auktoriteten International Ornithological Congress (IOC) har följt rekommendationerna, och denna linje följs här.

## Levnadssätt
Pärlhalsad munia hittas lokalt i både torr och fuktiga savann och öppet skogslandskap, vanligen i gräsrika områden. Den ses vanligen i flock.

## Status
Arten har ett stort utbredningsområde och beståndet anses vara stabilt. Internationella naturvårdsunionen IUCN listar den därför som livskraftig (LC).